# Obbligazione (diritto)
L'obbligazione è un rapporto giuridico in forza del quale un soggetto, detto debitore, è tenuto a una determinata prestazione, suscettibile di valutazione economica, a favore di un altro soggetto, detto creditore.

## Nozione
Il codice civile vigente in Italia manca di definire la nozione di obbligazione. Invero, i redattori del primo progetto ministeriale del codice civile (1940) intendevano fissare normativamente la definizione di obbligazione nel primo articolo del libro dedicato alla disciplina delle obbligazioni come «un vincolo in virtù del quale il debitore è tenuto verso il creditore ad una prestazione positiva o negativa». 
Tale disposizione fu tuttavia espunta dal progetto definitivo, poiché – nelle parole del Guardasigilli – la nozione di obbligazione è «argomento […] strettamente dogmatico; e, la legge se l’avesse affrontato, mentre non avrebbe sedato il grave dissidio esistente in dottrina, avrebbe esorbitato dal campo normativo entro cui deve strettamente mantenersi» (Relazione al re, par. 557).
In assenza di riferimenti positivi, la dottrina ha guardato al diritto romano per cercare una definizione di «obbligazione». Particolarmente pregnante in questo senso è risultata la definizione giustinianea di obbligazione come «vincolo giuridico, in forza del quale possiamo costringere qualcuno all’adempimento di una prestazione, secondo le leggi dello Stato».

## Profili storici dell'obbligazione
(Istituzioni di Giustiniano (I. 3,13 Pr))
Autorevole dottrina sostiene che il rapporto obbligatorio, che lega un soggetto creditore ad un soggetto debitore trascenda la storia e gli ordinamenti giuridici. Più correttamente, l’antecedente storico più vicino al concetto di «obbligazione» nel senso con il quale lo s’intende oggi è l’istituto della obligatio del diritto romano.
Originariamente, il termine obligatus indicava il vincolo materiale che legava il debitore al creditore, di talché se il debitore non avesse correttamente adempiuto, il creditore avrebbe potuto adirlo in giudizio (legis actio sacramenti in personam) per vedere accertata la propria pretesa creditoria; decorsi 30 giorni dall’accertamento giudiziale di tale pretesa, il creditore poteva procedere alla legis actio per manus iniectionem: se il debitore non avesse presentato un garante (vindex) il pretore avrebbe pronunciato l'addictio del debitore in favore del creditore, legittimando quest’ultimo a tenere presso la propria casa per sessanta giorni il debitore in catene (era la cosiddetta pratica del nexum). 
In assenza di un accordo tra le parti, il creditore era obbligato a presentare il debitore in tre mercati consecutivi, cercando qualcuno che potesse riscattarlo o acquistarlo. Se questo tentativo falliva, le leggi delle XII Tavole autorizzavano il creditore a vendere il debitore come schiavo oltre il Tevere (trans Tiberim peregre) o addirittura a ucciderlo, dividendo il suo corpo tra eventuali altri creditori. A partire dal IV secolo a.c. al vincolo material-corporale di cui all'obligatio la Lex Poetelia Papiria ne sostituisce uno di natura prettamente patrimoniale.
Tito Livio racconta che la Lex Poetelia Papiria fu emanata a seguito del clamore suscitato dalla vicenda di Caio Publilio, un cittadino romano, che si trovò costretto a diventare nexus, ovvero a offrire se stesso come garanzia per un debito contratto dal proprio padre nei confronti di Lucio Papirio. Il suo creditore lo sottopose a condizioni talmente severe da suscitare un diffuso malcontento nella società romana. Questa situazione, esemplificata dalla storia di Publilio e da altri casi simili, evidenziò la necessità di una riforma legislativa. Di conseguenza, nel 326 a.C., fu promulgata la legge in questione, che segnò un importante cambiamento, abolendo la pratica del nexum, che permetteva ai creditori di ridurre in schiavitù i debitori per il mancato rimborso dei debiti.
Transitata di fatto inalterata per circa 23 secoli, la nozioni giustinianea di “obbligazione” entra in crisi soprattutto per gli apporti della Scuola storica tedesca e della Pandettistica, che cominciano ad elaborare definizioni più moderne e meglio rispondenti al contesto economico-sociale della società ottocentesca. Merita segnalare, in particolare:
- • il contributo di Savigny che definì obbligazione «quella signoria del creditore sopra un atto del debitore siccome separato dalla libertà dell’agente»[5];
- • la definizione di Scheurl, che concepì l’obbligazione «dal lato attivo, quale diritto a un atto destinato a realizzare lo scopo dell’obbligazione, dal lato passivo, quale stato di diminuita libertà risultante da una limitazione giuridica nettamente circoscritta»[6];

Ciò detto, la natura personale del vincolo obbligatorio era ancora presente nel codice civile del 1865 che, all’articolo 2102 prevedeva l’arresto tra tre mesi a due anni per l’inadempimento di obbligazioni superiori alle 500 lire, nascenti da fatto illecito. Solo con la codificazione del 1942 la responsabilità penale per l’inadempimento delle obbligazioni venne definitivamente meno.
Nella letteratura giuridica contemporanea, si sostiene che l'obbligazione costituisca un rapporto complesso, costituito da molteplici relazioni semplici tra creditore e debitore. Questo rapporto può occasionalmente includere l'intervento di terzi, ma la sua essenza rimane caratterizzata dalla funzione unificatrice che si adatta agli interessi emergenti nelle varie fasi del rapporto obbligatorio. Questa concezione non si limita esclusivamente all'interesse del creditore, ma abbraccia una visione più ampia che considera le dinamiche complesse del rapporto obbligazionario.
Merita segnalazione, invece, l’inquadramento del rapporto obbligatorio all’interno dello schema dei giochi cooperativi secondo l’innovativa teoria che fa capo alla scuola barese di “Diritto e Scienza” coordinata dall’ex Consigliere di Stato Francesco Bellomo. In tal senso, si è evidenziato che nei giochi cooperativi la regola-quadro fondamentale è rappresentata dalla correttezza (art. 1175) e dalla razionalità del giocatore: la violazione del principio di non contraddizione, un comportamento sleale o scorretto comporta la fine del gioco (recesso, risoluzione), la responsabilità del giocatore (risarcimento del danno) ovvero la correzione del gioco tramite la collaborazione coattiva del giocatore irrazionale (l'astreinte di cui all’art. 614-bis c.p.c.)

## Caratteristiche

### Elementi fondamentali
In tale rapporto giuridico si possono individuare i seguenti elementi:
- i soggetti, ossia il debitore e il creditore;
- il contenuto, rappresentato dal diritto (un diritto relativo) del creditore nei confronti del debitore (credito) e dal correlativo obbligo del debitore nei confronti del creditore (debito);
- l'oggetto, ossia la prestazione, un comportamento di contenuto positivo (dare o fare) o negativo (non fare).

Poiché correntemente si tende a limitare l'uso del termine debito agli obblighi che hanno per oggetto una somma di denaro, il termine obbligazione viene anche utilizzato per designare l'obbligo che costituisce il contenuto del rapporto obbligatorio.

### Struttura dell'istituto
L'obbligazione rileva per i caratteri di relazionalità e necessaria cooperazione dei soggetti coinvolti. La ratio sottesa all'istituto è che si ricorra allo stesso quando, avendosi la necessità di realizzare un interesse, questo non è realizzabile se non con la collaborazione di un altro soggetto. Di qui i caratteri di mediatezza e relatività dell'obbligazione, contrapposti ai caratteri di immediatezza e assolutezza tipici dei diritti reali.
Per il suo carattere di mediatezza l'obbligazione integra sempre e soltanto un rapporto relativo tra due o più soggetti, rilevando in relazione ai soggetti terzi non coinvolti nell'obbligazione esclusivamente come obbligo di astenersi dal turbarne il regolare svolgimento.